# Comunismo soviético
Comunismo soviético es una expresión muy utilizada en la bibliografía y la historia, con la que se designan a las distintas variantes del comunismo, basadas en el marxismo-leninismo, y desarrolladas teóricamente o experimentadas en la práctica en la Unión Soviética entre 1917 (Revolución de Octubre), y 1991 (disolución de la Unión Soviética).

## Comunismo  soviético
El término "comunismo" hace referencia a las propuestas político-económico-sociales del movimiento obrero que evolucionó desde el socialismo utópico de la primera mitad del siglo XIX hasta el marxismo (1848 Manifiesto Comunista, 1867 El Capital) y el bakuninismo o anarcocomunismo. Cuando se utiliza para referirse al proyecto genérico de emancipación del proletariado, es indistinguible con el término "socialismo"; mientras que el rasgo diferenciador es muy marcado cuando la intención del que los usa es diferenciar políticamente entre los partidos comunistas y los partidos socialdemócratas, hasta el punto de que cada uno de ellos los utilizan como descalificativos insultantes para referirse a su opuesto, incluso asociándolos a otros conceptos: social-fascista, social-traidor, imperialismo comunista, tiranía comunista, etc. Estas últimas expresiones son también usadas desde el anticomunismo de otras orientaciones políticas, junto a otras expresiones, como la irónica paraíso comunista. Desde la terminología propia del comunismo soviético (que desarrolló un lenguaje muy estereotipado) era muy usual utilizar como calificativos despectivos términos como desviacionista, revisionista o reaccionario.
El término "sóviet" (del ruso Совет) designa a las asambleas revolucionarias compuestas por obreros que se habían apoderado de sus fábricas y los soldados que habían desertado del ejército zarista durante la revolución.
Posteriormente se eligieron las denominaciones soviético y comunista como adjetivos definitorios, respectivamente, del estado Socialista y del partido único que se crean a partir de la antigua Rusia zarista (República Socialista Federativa Soviética de Rusia y otras repúblicas soviéticas, 1918, Unión de Repúblicas Socialistas Soviéticas, 1922) y el partido bolchevique totalitario (sucesivas redenominaciones en 1918 —Partido Comunista Ruso (bolchevique)—, 1925 —Partido Comunista de los Bolcheviques de la Unión— y 1952 —Partido Comunista de la Unión Soviética—).

## Tres variantes del comunismo soviético

### Leninismo
El leninismo, denominado así por Vladímir Ilich Uliánov Lenin, el primer dirigente de la revolución y del nuevo estado, al que explícitamente planteó como una fase transitoria de dictadura del proletariado en la construcción de un estado socialista, que en un futuro debería conseguir la desaparición de las clases sociales y con ello la aparición de un hombre nuevo. El concepto leninista de vanguardia revolucionaria y su interpretación de la nueva fase en que había entrado el capitalismo (el imperialismo) fueron los soportes teóricos de una revolución que no respondía a los esquemas marxistas decimonónicos. Dos lemas atribuidos a Lenin pasaron a ser definitorios del comunismo soviético: Socialismo = electrificación + poder de los soviets; Libertad ¿para qué?
No obstante, percibió claramente la necesidad de adecuarse a las condiciones reales, y no tuvo inconveniente en retroceder en la construcción del socialismo iniciada en el periodo llamado comunismo de guerra (1919-1921) cuando consideró necesario reintroducir elementos capitalistas, de mercado e iniciativa privada en el periodo de la Nueva Política Económica NEP (1921-1928). Los años finales de la vida de Lenin (de mayo de 1922 a enero de 1924), en que progresivamente perdió todas las facultades físicas y mentales, a pesar de lo cual se lo mantuvo teóricamente en el poder, inauguraron una de las prácticas de mayor continuidad en el comunismo soviético: la gerontocracia o gobierno de los viejos, por la que el mecanismo revolucionario de selección de las élites conduce a su perpetuación en el poder hasta la muerte (incluso en algunos otros regímenes comunistas hasta la sucesión biológica —dinastías comunistas—). Con el nombre de kremlinología se terminó designando a la interpretación de sutiles cambios en los mensajes, muchos de ellos vinculados al estado de salud de los dirigentes, expresados en una terminología estereotipada, que constituían la parte esencial de la actividad política.

### Estalinismo

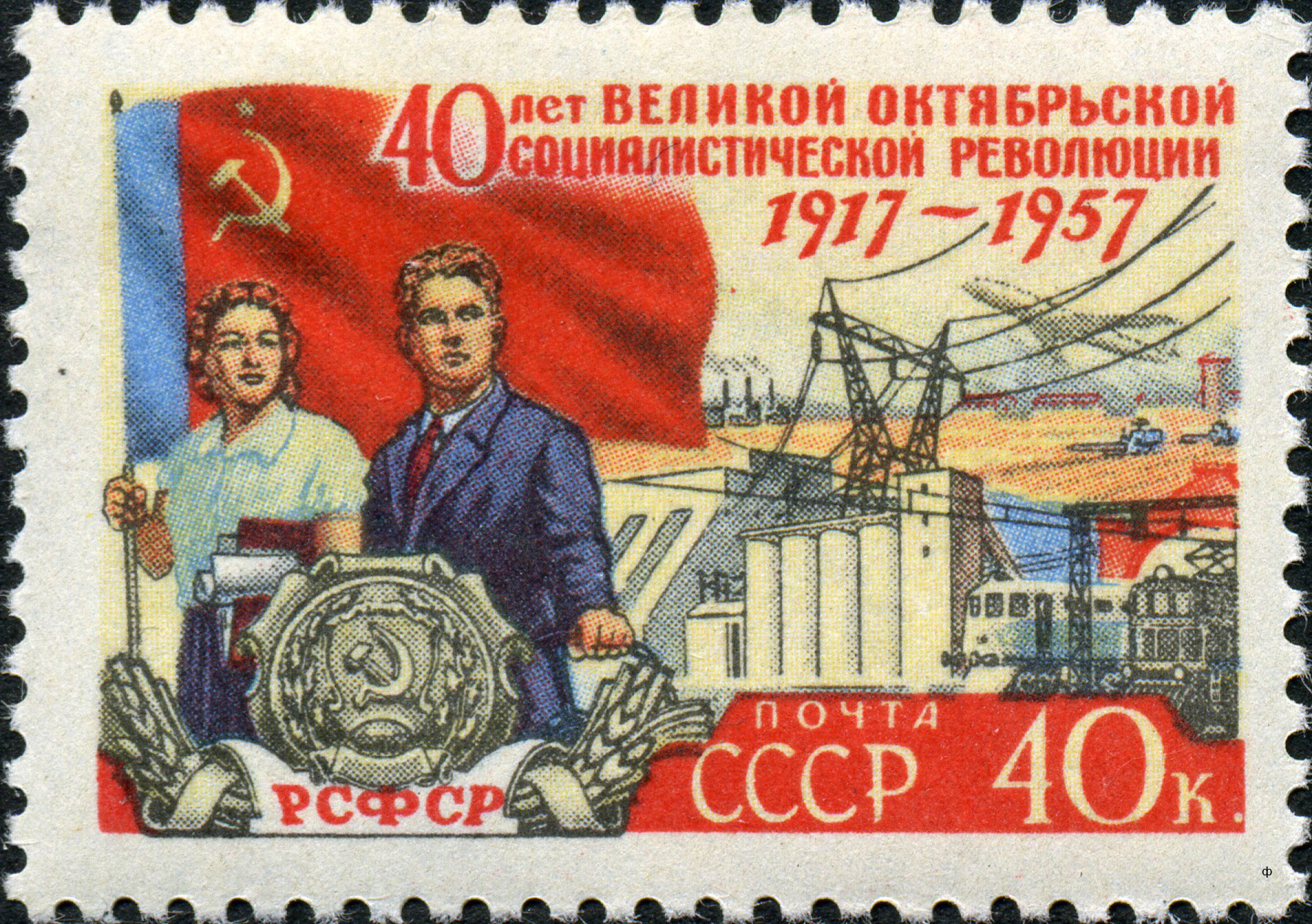
Sello de correos soviético

El estalinismo, denominado así por Iósif Vissariónovich Dzhugashvili Stalin, el segundo dirigente de la Unión Soviética en los años treinta y cuarenta. Su política denominada el socialismo en un solo país se basaba en la consideración de la posibilidad de la supervivencia autárquica de la URSS frente al resto del mundo dominado por las potencias denominadas capitalistas e imperialistas, donde los partidos comunistas locales se mantenían vinculados al Partido Comunista de la Unión Soviética (PCUS) mediante las sucesivas refundaciones de la Internacional comunista (primero el Komintern y después el Kominform —desde 1947—) y políticas de alianzas antifascistas con movimientos progresistas (Frentes Populares, Dimitrov).[cita requerida]

### Trotskismo
El trotskismo, denominado así por León Trotski, hasta 1927 uno de los máximos dirigentes de la Unión Soviética, y en el exilio desde 1929. Aunque sus enfrentamientos con Stalin provenían de antes, se manifestaron de forma evidente durante el periodo de la agonía de Lenin y el que se abrió tras su muerte en 1924. Discrepaba radicalmente por la estrategia que debía seguir la revolución (frente al socialismo en un solo país proponía la revolución permanente). Tras la purga de los trotskistas, el trotskismo (denominación equivalente a una acusación de delito en el seno de los partidos comunistas de cualquier país) se convirtió en un movimiento separado de la Unión Soviética y muy crítico con ella, fundando la Cuarta internacional. Los enfrentamientos entre trotskistas (apoyados por parte de los anarquistas) y estalinistas (apoyados por parte de los socialistas), y posteriormente entre comunistas, anarquistas y socialistas, protagonizaron los enfrentamientos internos en el bando republicano durante la guerra civil española (sucesos de Barcelona de 1937 y golpe de Estado de 1939). George Orwell, presente en esos enfrentamientos, los inmortalizó en su literatura (Homenaje a Cataluña, Rebelión en la granja, 1984). Trotski se estableció en México, donde los enfrentamientos entre trotskistas y estalinistas se reprodujeron con violencia, llegando al asesinato del propio dirigente el 21 de agosto de 1940.

## Conceptos vinculados al comunismo soviético
- Marxismo-leninismo
- Materialismo dialéctico o escolástica soviética[6] (Academia de Ciencias de la Unión Soviética, michurinianismo, michuriniano[7] (Iván Michurin), Lysenkoísmo)
- Investigación reprimida en la Unión Soviética
- Filosofía en la Unión Soviética
- Historiografía soviética
- Realismo socialista
- Centralismo democrático
- Estajanovismo o emulación por el trabajo (véase también sábados comunistas -Subbótniki o Voskrésniki-)
- Plan Quinquenal (URSS) y Gosplán
- Comisario del pueblo (Consejo de Comisarios del Pueblo)
- Soviet Supremo y Soviet de las Nacionalidades
- Ejército Rojo
- Komsomol, juventudes comunistas, joven guardia roja
- Nomenklatura o burocracia comunista soviética
- Intelectual orgánico
- Represión soviética: Gran Purga, 2º Juicio de Moscú, Juicio de los 21, Cheka, NKVD, KGB, Gulag (Archipiélago Gulag), Familiares de traidores a la Patria, etc.
- Enemigo del pueblo
- Compañero de viaje
- Autocrítica (véase La confesión, película de Costa-Gavras con guion de Jorge Semprún sobre el proceso de Slánský; procesos de Budapest, procesos de Praga)
- Desestalinización (desde 1956).
- Deshielo de Jrushchov

### Disolución del comunismo soviético
- Anticomunismo
- Disidencia soviética
- Socialismo con rostro humano
- Sublevación de 1953 en Alemania del Este
- Octubre polaco de 1956
- Revolución húngara de 1956
- Primavera de Praga e Invasión de Checoslovaquia por el Pacto de Varsovia de 1968
- Acuerdos de Helsinki de 1975
- Solidarnosc, Agosto de 1980 (Polonia) y Ley Marcial en Polonia (1981-1983)
- Perestroika y Glásnost, intentos de reforma del comunismo soviético desde 1985.
- Caída del muro de Berlín y revolución de 1989

### Comunismo yugoslavo
- Comunismo yugoslavo
- Liga de Comunistas de Yugoslavia
- Autogestión

### Comunismo chino
- Comunismo chino
- Revolución china
- Partido Comunista Chino
- Larga Marcha
- Maoísmo
- Gran Salto Adelante
- Revolución Cultural
- Banda de los Cuatro
- Socialismo con características chinas
- Un país, dos sistemas
- Enriquecerse es glorioso

### Comunismo albanés
- Comunismo albanés

### Comunismo cubano
- Revolución cubana